# Вишиваний Ярослав Григорович
Вишиваний Ярослав Григорович (нар. 1 серпня 1935 р.  — пом. 11 серпня 2008) — український композитор, дириґент, викладач, кандидат філологічних наук, письменник.

## Біографія
Народився 1 серпня 1935 р., в с. Юстинівка Підгаєцького району ( нині Тернопільського району Тернопільської обл). У 1940 році  разом з батьками виселений в Сибір, на річку Єнісей. У 1944 сім'я переселилася на Донбас, неподалік від Сорокиного. Лише по війні повернувся до рідного краю.
Закінчив дириґентсько-хорове відділення Теребовлянського культосвітнього училища (1958) та факультет української філології Чернівецького університету (1966). Після закінчення вишу і до виходу на пенсію (від 1966-го по 1994-й) викладав у ньому на кафедрі української мови та літератури і керував студентськими хорами. Деякий час мешкав у Вінниці. Помер 11 серпня 2008 р.
Похований на своїй батьківщині у маленькому селищі на Тернопільщині в Юстинівці.

## Творча діяльність
Вірші та оповідання почав писати ще в шкільні роки. З різножанровими творами виступав у газетах і журналах «Вітчизна», «Зміна», «Тернопіль», у збірниках «Від Дністра до Черемоша», «Сонячний годинник», «Новоліття», «Вокальні ансамблі».
Автор мелодій на слова М. Ткача, С. Будного, А. Добрянського, Б. Гури, Й. Храпка. 
Написана ним восени 1962 у співдружності з Олександром Демиденком пісня «Плаче захмарене небо» стала народною.